# Mokhtar Arribi
Mokhtar Arribi (en arabe : مختار عريبي), né le 24 février 1924 à Sétif en Algérie française (aujourd'hui en Algérie) et mort le 4 septembre 1989 dans la même ville, est un footballeur français, puis algérien après l'indépendance de l'Algérie. 
Il fut, en 1958, un des fondateurs de l'équipe de football du FLN aux côtés de Mohamed Boumezrag,
,
,
. Il occupait le poste d'attaquant.

## Carrière
- 1944-1946 : MC Alger
- 1946-1951 : FC Sète
- 1951-1952 : AS Cannes
- 1953-1954 : FC Sète
- 1954-1955 : RC Lens[6]

## Entraîneur-joueur
- Club sportif de Hammam Lif, en Tunisie
- 1957 à Avignon Football 84
- 1958-1961 : Équipe de football du FLN

## Parcours d'entraîneur
- 1961-1964 à l'ES Sétif
- 1964-1965 : CS Sfax, en Tunisie
- 1965-1969 à l'ES Sétif
- 1969-1970 :  Libye
- 1979-1981 à l'ES Sétif
- 1983-1984 à l'ES Sétif
- 1985 :  Algérie
- 1986-1987 à l'ES Sétif[7]
- 1987-1988 à l'ES Sétif

## Palmarès personnel
Avec le MC Alger : Ligue départementale 1945.
Doublé avec l'Entente de Sétif:
- Champion d'Algérie 1967-1968
- Coupe d’Algérie       1967-1968
- coupe d'Algérie avec l'ES Sétif 1979-1980
- Champion d'Algérie l'ES Sétif 1986-1987
- Champion d'Afrique des clubs champions avec l'Entente de Sétif 1987-1988.
- Champion Afro-asiatique 1988-1989.